# Scala Fujita
La scala Fujita è una misura empirica dell'intensità di un tornado in funzione dei danni inflitti alle strutture costruite dall'uomo. L'origine della scala di misurazione è insolita; l'esplosione atomica di Hiroshima ebbe tra i suoi effetti anche lo sviluppo di numerosi tornado. L'allora giovane ricercatore Tetsuya Theodore Fujita giunse sul luogo appositamente per studiare il fenomeno. I suoi studi culminarono nel 1971 con l'ideazione e la pubblicazione della scala di misura in collaborazione con Allan Pearson, responsabile del Centro di previsione meteorologica di Kansas City, in Missouri.

## Scala di classificazione
La scala di misurazione Fujita è applicabile solo dopo il passaggio di un tornado, e non durante, anche se a volte è possibile formulare un'ipotesi sulla sua intensità applicando la scala F. È comunque applicabile solo dopo che gli scienziati abbiano determinato tracce radar, intervistato i testimoni, e valutato i danni provocati.
La scala Fujita, in ordine di intensità:
| Categoria | Velocità del vento | Velocità del vento | Velocità del vento | Frequenza relativa | Danni potenziali | Danni potenziali           |
| Categoria | mph                | km/h               | m/s                | Frequenza relativa | Danni potenziali | Danni potenziali           |
| F0        | 40–72              | 64–116             | 18-32              | 38,9%              | Danni leggeri. Alcuni danni ai comignoli e caduta di rami, cartelli stradali divelti. | Esempio danni categoria F0 |
| F1        | 73–112             | 117–180            | 33-50              | 35,6%              | Danni moderati. Asportazione di tegole; danneggiamento di case prefabbricate; auto fuori strada.                                                                                               | Esempio danni categoria F1 |
| F2        | 113–157            | 181–253            | 51-72              | 19,4%              | Danni considerevoli. Scoperchiamento di tetti; distruzione di case prefabbricate; ribaltamento di camion; sradicamento di grossi alberi; sollevamento di auto da terra.                        | Esempio danni categoria F2 |
| F3        | 158–206            | 254–332            | 72-92              | 4,9%               | Danni gravi. Asportazione tegole o abbattimento di muri di case in mattoni; ribaltamento di treni; sradicamento di alberi anche in boschi e foreste; sollevamento di auto pesanti dal terreno. | Esempio danni categoria F3 |
| F4        | 207–260            | 333–418            | 93-116             | 1,1%               | Danni devastanti. Distruzione totale di case in mattoni; strutture con deboli fondamenta scagliate a grande distanza; sollevamento totale di auto ad alta velocità.                            | Esempio danni categoria F4 |
| F5        | 261–318            | 418–512            | 117-142            | Meno dello 0,1%    | Danni incredibili. Case sollevate dalle fondamenta e scaraventate talmente lontano da essere disintegrate; automobili scaraventate in aria come missili per oltre 100 metri; alberi sradicati. | Esempio danni categoria F5 |

## Affidabilità delle misurazioni
La velocità del vento viene empiricamente calcolata in funzione dei danni causati, ed è approssimata, ma abbastanza precisa, e viene calcolata mediante l'utilizzo di un radar ad effetto Doppler ad alta risoluzione, meglio conosciuto come NEXRAD. I tornado con un'intensità superiore a F5 sono di solito registrati comunque come F5. Questo è dovuto al fatto che il massimo potenziale teorico delle variabili atmosferiche non può superare il valore F5. Per fare un esempio, ad un ipotetico tornado di classe F12 corrisponderebbe una velocità del vento di Mach 1, ossia la velocità del suono, pari a circa 1235 km/h.